# Swisscom
Swisscom AG er en schweizisk telekommunikationsvirksomhed. De har hovedkvarter i Ittigen nær Bern. Forbundsrådet ejer 51 % af Swisscom AG. Swisscom har i Schweiz en markedsandel på 56 % for mobiltelefoni, 50 % for bredbånd og 37 % for TV. De har et italiensk datterselskab Fastweb som i Italien har en markedsandel på 16 % private og 29 % erhverv på markedet for bredbånd. De er også aktive indenfor mobiltelefoni.

## Historie
Det schweiziske telegraf-netværk blev etableret i 1852, efterfulgt af telefonnetværket i 1877. Post, Telegraf og Telefon (PTT) blev oprettet i 1920. I 1997 gennemgik PTT en privatiseringsproces og Swisscom blev frastykket som et selvstændigt selskab.. I 2007 opkøbte Swisscom aktiemajoriteten i Fastweb.